# جیمز واربرگ
جیمز واربرگ (انگلیسی: James Warburg; ۱۸ اوت ۱۸۹۶ – ۳ ژوئن ۱۹۶۹) یک وکیل، و بانک‌دار اهل ایالات متحده آمریکا از نژاد یهودی آلمانی و از خانواده واربرگ بود. بیشتر معروفیت او به خاطر مشاور فرانکلین روزولت بودن می‌باشد. پدر او پل واربرگ بود که مؤسس بانک مرکزی آمریکا، فدرال رزرو بود.

## زندگی‌نامه
واربرگ در آلمان به دنیا آمد و در دانشگاه هاروارد تحصیل کرد. او در جنگ جهانی اول به عنوان سرباز شرکت داشت. او بانکداری خود را با فعالیت در اولین بانک ملی بوستون آغاز کرد. او در چندین بانک دیگر مشغول به کار شد تا اینکه در سال ۱۹۳۲ در هیئت رئیسه بانک منهتن قرار گرفت. در این زمان او مشاور فرانکلین روزولت شد. واربرگ علاوه بر اقتصاد به سیاست خارجی نیز علاقه‌مند بود و تأثیر زیادی در شکلگیری سیاستهای خارجی ایالات متحده داشت. او عضو شورای سیاست خارجی نیز بود. او در سال ۱۹۵۰ به دلیل ایراد سخن: «ما یک دولت جهانی خواهیم داشت، چه آن را دوست داشته باشید و چه نداشته باشید. فقط تنها سئوال این است که این دولت با اختیار به وجود خواهد آمد یا با زور» در برابر کمیته سنای آمریکا در سیاسیت خارجی به شدت مورد توجه قرار گرفت.

## زندگی شخصی
واربرگ در سال ۱۹۱۸ با کی سوئیفت که موسیقیدان بود ازدواج کرد. به دلیل اینکه سوئیفت مسیحی پروتستان بود و واربرگ یهودی بود بسیاری از اطرافیان او از جمله عمویش جاکوب شیف به شدت با این ازدواج مخالفت کردند؛ ولیکن واربرگ با سوئیفت ازدواج کرد و دارای سه فرزند شد. در سال ۱۹۳۴ او از سوئیفت جدا شد و با همسر دوم خود فیلیس بالدوین ازدواج کرد. بعد او از بالدوین نیز جدا شد و با جوان ملبر ازدواج کرد. این ازدواج دارای چهار فرزند گردید.